# Marianne Borgen

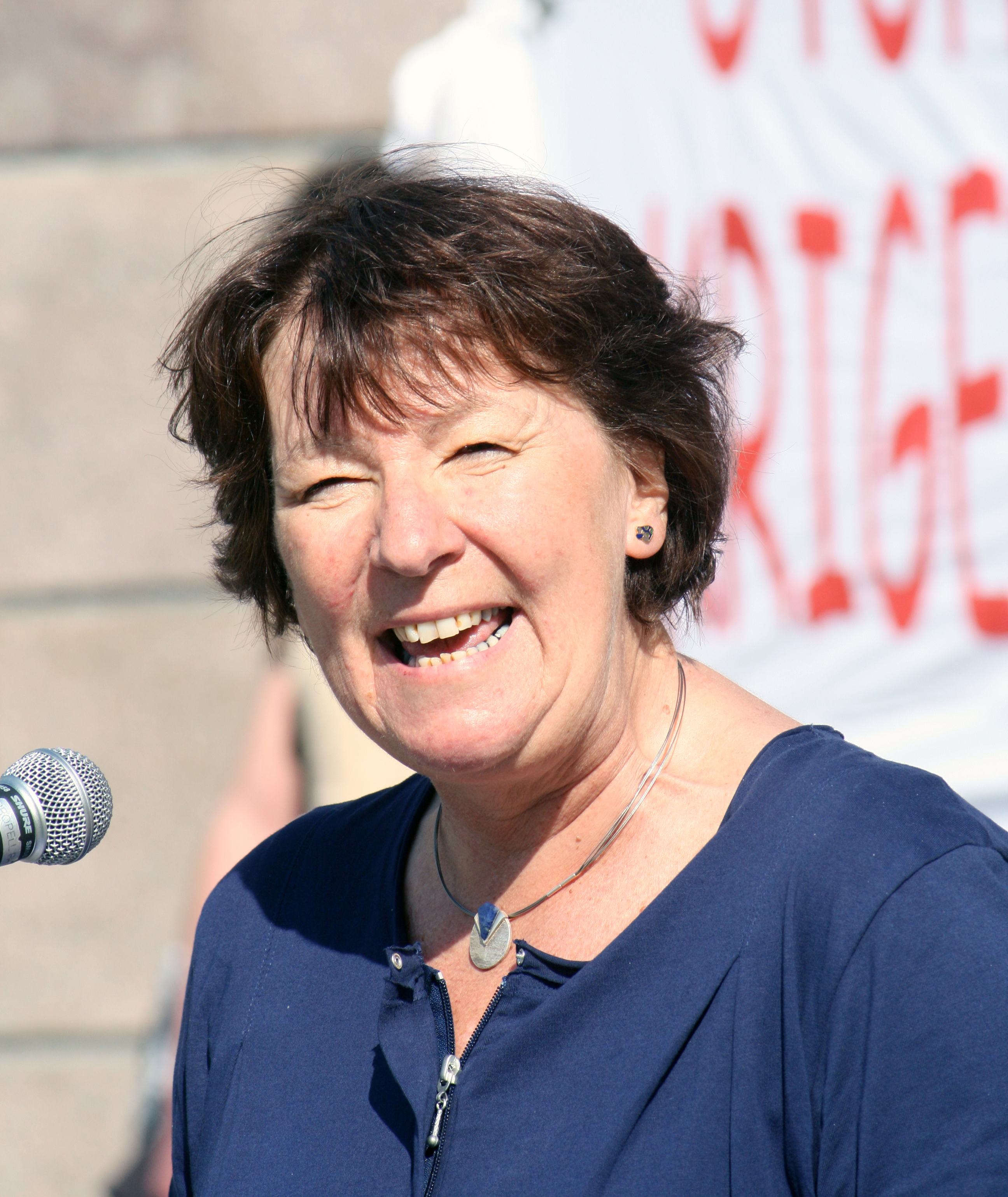
Borgen im Jahr 2011

Marianne Borgen (* 2. Juni 1951 in Oslo) ist eine norwegische Politikerin (SV) und war von 2015 bis 2023 Bürgermeisterin von Oslo.
Borgen schloss 1979 mit cand.sociol. ihr Soziologie-Studium an der Universität Oslo ab. Danach arbeitete sie u. a. für die Kinderrechtsorganisation Redd Barna. Außerdem war sie eine Zeit lang Abteilungsleiterin der Sozial- und Familienabteilung des Landrates von Oslo und Akershus, Beraterin im norwegischen Ministerium für Lokalverwaltung und Arbeit und akademische Leiterin der Kinder-Ombudsstelle.
Zwischen 1979 und 1983 saß Borgen in der Osloer Stadtverwaltung, danach wieder ab 1995. Zuletzt war sie im Ausschuss für Kultur und Bildung tätig, davor auch im Finanzausschuss sowie Gesundheits- und Sozialausschuss, und leitete den Ausschuss für Verkehr und Umwelt. Borgen war schon 2007 und 2011 Spitzenkandidatin der Sosialistisk Venstreparti für die Kommunalwahlen und gewann sie schließlich 2015, womit sie den Høyre-Bürgermeister Fabian Stang ablöste. Im Jahr 2022 kündigte sie an, dass sie bei der Kommunalwahl 2023 nicht mehr kandidieren werde. Ihre Amtszeit als Bürgermeisterin von Oslo endete in der Folge im Oktober 2023.
Borgen ist die Schwester des Journalisten Erling Borgen. Sie lebt heute im Stadtteil Østensjø.